# Stephen Kondaks
Stephen Kondaks (* 15. Februar 1919 in Saloniki, Griechenland; † 11. Oktober 2005 in Pointe-Claire, Québec) war ein kanadischer Bratschist und Musikpädagoge griechischer Abstammung.

## Leben
Kondaks studierte von 1930 bis 1936 bei Harold Sumberg am Toronto Conservatory of Music und von 1936 bis 1938 bei Sascha Jacobsen an der Juilliard School. Es schloss sich ein Graduiertenstudium an der Juilliard School bei Hans Letz an. Von 1940 bis 1942 war er  Mitglied des McGill String Quartet und Erster Bratschist im McGill Chamber Orchestra. Zwischen 1947 und 1952 besuchte er Kurse von Louis Bailly am Conservatoire de musique du Québec.
Kondaks trat als Solist, Kammer- und Orchestermusiker in zahlreichen Rundfunk- und Fernsehaufzeichnungen auf. Ab 1963 unterrichtete er beim National Youth Orchestra of Canada, von 1967 bis 1988 außerdem an der McGill University.

## Quelle
- Stephen Kondaks. In:  Encyclopedia of Music in Canada. herausgegeben von The Canadian Encyclopedia (englisch, französisch).

| Personendaten    | Personendaten                            |
| ---------------- | ---------------------------------------- |
| NAME             | Kondaks, Stephen                         |
| KURZBESCHREIBUNG | kanadischer Bratschist und Musikpädagoge |
| GEBURTSDATUM     | 15. Februar 1919                         |
| GEBURTSORT       | Saloniki                                 |
| STERBEDATUM      | 11. Oktober 2005                         |
| STERBEORT        | Pointe-Claire                            |